# Lavy Pinto
Lavinho Thomas „Lavy” Pinto  (ur. 23 października 1929 w Nairobi, zm. 15 lutego 2020 w Chicago) – indyjski lekkoatleta (sprinter), medalista igrzysk azjatyckich, olimpijczyk (1952).
Urodził się w Kenii, ale jako nastolatek chodził do szkoły St. Xaviers w Mapusy (w stanie Goa), gdzie osiedlił się wraz z rodziną. Po jej ukończeniu uczęszczał do szkoły w Bombaju. Żonaty, ma pięcioro dzieci (Leroy, Lindsey, Lizabeth, Lorne i Lesley). Wszyscy jego potomkowie osiedlili się w Stanach Zjednoczonych.
Na pierwszych igrzyskach azjatyckich w Nowym Delhi (1951), Pinto zdobył złote medale na dwóch sprinterskich dystansach: 100 i 200 m (w finałowych biegach uzyskał odpowiednio 10,8 s i 22,0 s). Wyprzedzał wówczas Toshihirę Ohashiego i Tomio Hosodę w biegu na 100 m (obaj z Japonii) oraz rodaka M. Gabriela i Tomio Hosodę (200 m). Ponadto Pinto zdobył srebro w sztafecie 4 × 100 metrów (czas Indii to 42,8 s, Hindusi nieznacznie przegrali z Japończykami).
Podczas Letnich Igrzysk Olimpijskich 1952 wystąpił w indywidualnych biegach na 100 i 200 m. W obu dochodził do półfinałów, w których odpadał; w półfinale na 100 metrów zajął czwarte miejsce (10,7 s), podczas gdy do finału z każdego biegu awansowało po trzech zawodników. W półfinałowym biegu na 200 m zajął piąte miejsce (21,7 s). Były to jedyne igrzyska olimpijskie, na których wystąpił.
Przyjaźnił się z olimpijczykiem Sohanem Singhiem, średniodystansowcem.
Rekordy życiowe: 100 m – 10,6 s (1952), 200 m – 21,5 s (1956).